# False Alarm
False Alarm est une chanson du chanteur canadien The Weeknd, sortie le 29 septembre 2016 sous les labels XO et Republic Records, apparaissant sur l'album Starboy.

## Contexte
La chanson est sortie en tant que single promotionnel le 29 septembre 2016 après l'annonce de l'album Starboy.

## Certifications
| Pays        | Certification | Unités    | Référence |
| ----------- | ------------- | --------- | --------- |
| Canada      | Platine       | 80 000    | [ 2 ]     |
| États-Unis  | Platine       | 1 000 000 | [ 3 ]     |
| Royaume-Uni | Argent        | 200 000   | [ 4 ]     |